# Lincoln Continental
El Lincoln Continental es un automóvil de lujo producido por la firma estadounidense Lincoln – una compañía de Ford Motor Company – entre los años 1939 y 2002. En 2016 Ford reanudó la producción de este legendario vehículo en un intento de reinventarse en el mercado estadounidense y el chino.
Actualmente la producción del Continental se centra en Flat Rock, Míchigan, Estados Unidos. La décima generación, la cual pertenece al modelo actual, se sirve de la plataforma CD4 de Ford, utilizada también por otros modelos de la casa, como el Ford Taurus o el Lincoln MKZ.
La serie Continental «Mark» se comercializó de 1956 a 1960 y de 1968 a 1998, y siempre fue el buque insignia de Ford Motor Company en América del Norte. 
El Continental ha estado disponible a lo largo de los años con carrocerías de sedán de dos o cuatro puertas, ofreciendo incluso una versión convertible de dos puertas. Su rival más directo es el Cadillac CT6, al otro lado del Lago Míchigan. Y desde Europa, sus rivales son el BMW Serie 7 y el Mercedes-Benz Clase S.

## Historia
A continuación se muestran las generaciones y rediseños que tuvo este modelo a base de intervalos de tiempo.

### Primera generación (1939-1948)

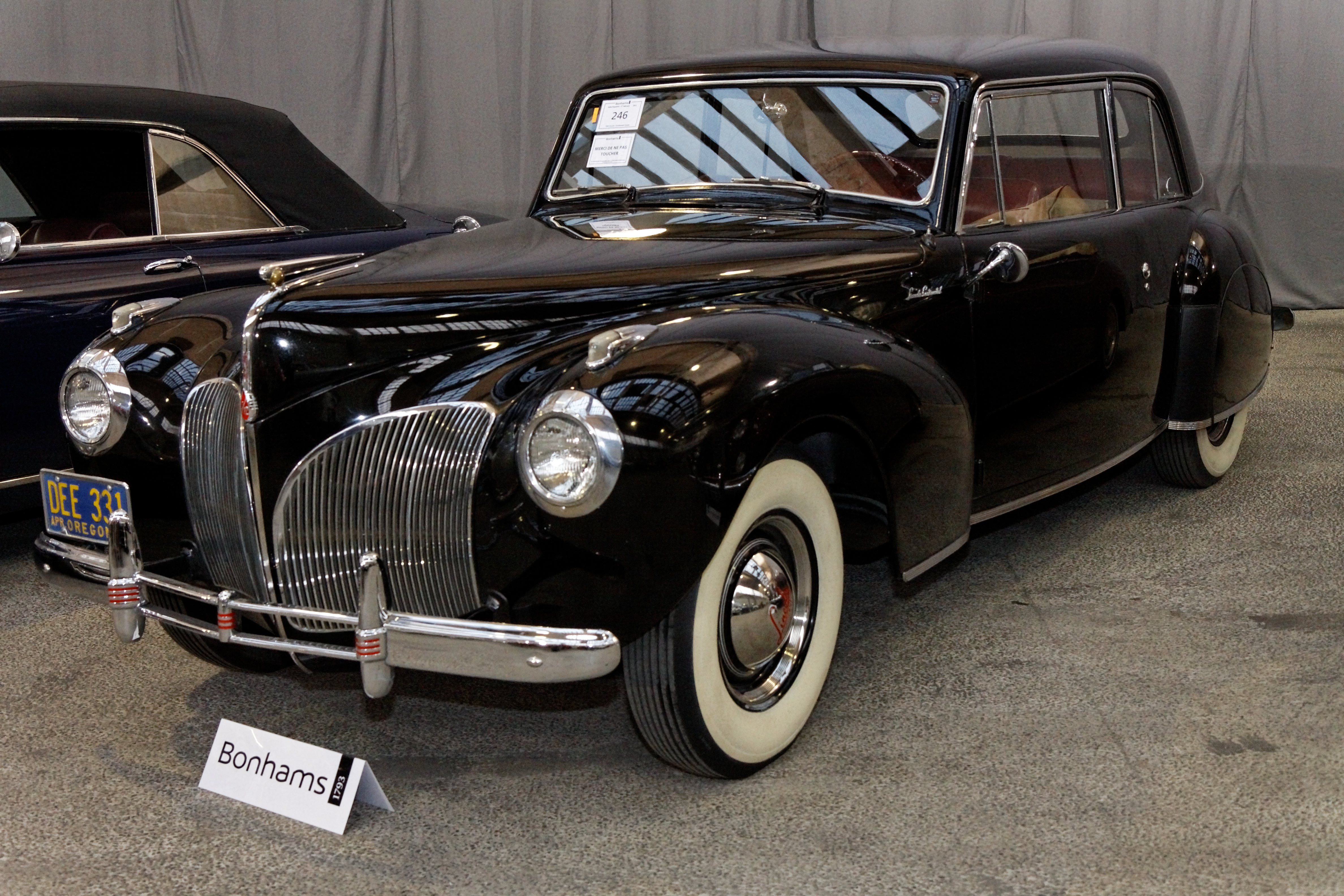
1941 Lincoln Continental coupé

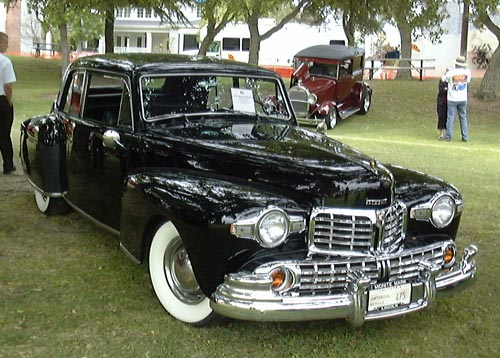
1948 Lincoln Continental coupé

El primer Lincoln Continental (Mark I) fue diseñado por Edsel Bryant Ford. En 19, Eugene T. "Bob" Gregorie, le encargó un diseño de un coche para la empresa, acabado para el verano del año siguiente.
En ese año, Edsel Bryant Ford envió un telegrama que decía que quería un millar de unidades. A partir de aquí, los ingenieros de Lincoln decidieron producir el Continental Convertible.
Después del ataque a Pearl Harbor, la producción del Continental fue suspendida hasta el año 1946, al igual que el resto de los modelos Lincoln.
Este coche es considerado uno de los más bonitos de la historia del automóvil.
En el año 1939, el Continental empezó a llamarse «1940 Continental».

### Segunda generación (1956-57)

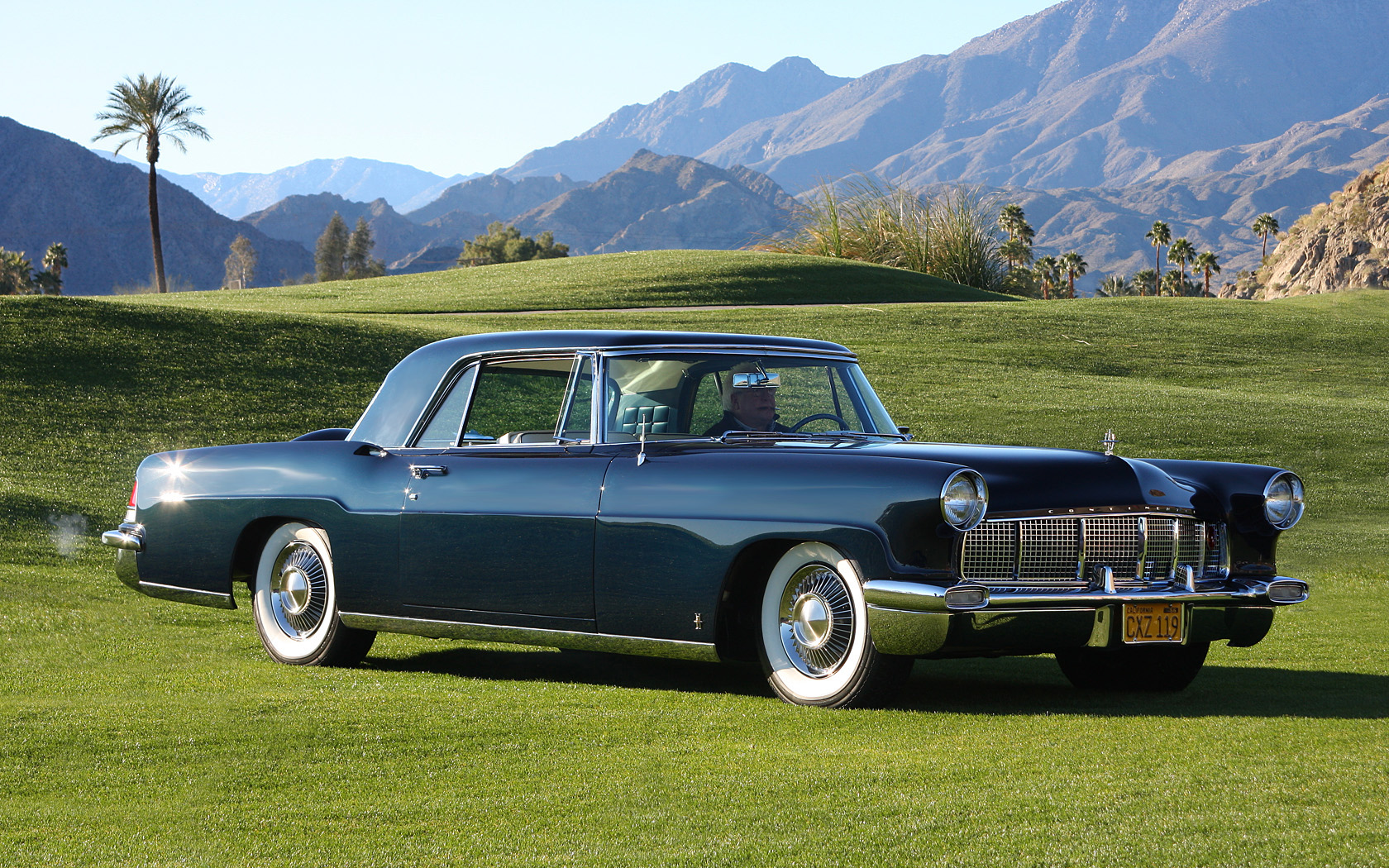
Continental Mark II

El Lincoln Continental Mark II volvió al mercado en 1956. Este coche fue uno de los más caros de la época, costando en torno a los USD $10 000. En esa época le pasó lo mismo a Cadillac con su coche Eldorado Brougham.
Fueron construidos en torno a 3000 unidades del Continental Mark II. Muchos famosos condujeron el coche como es el caso de Frank Sinatra, Elvis Presley, Nelson Rockefeller y Henry Kissinger.

### Tercera generación (1958-1960)

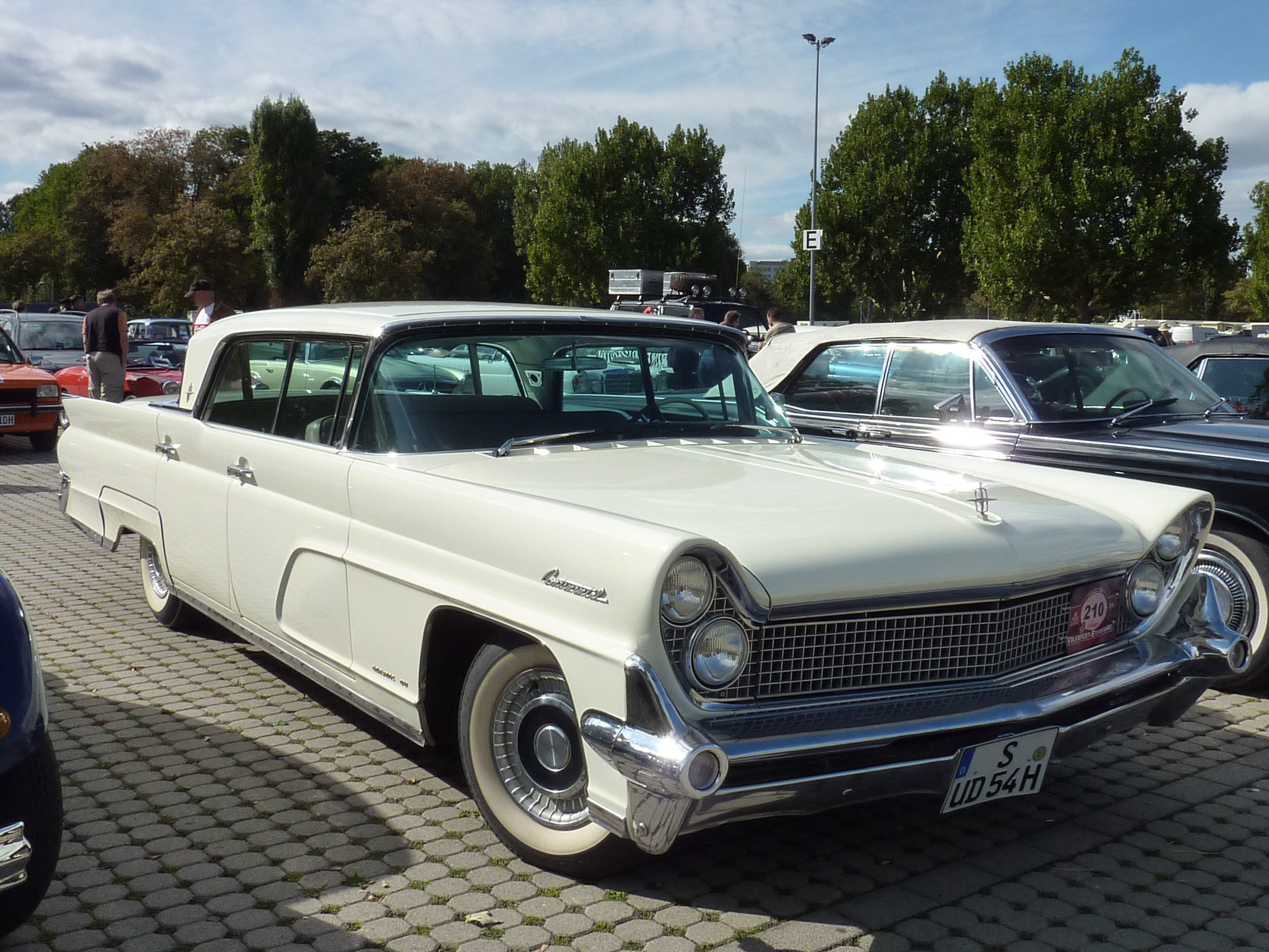
Continental Mark III Landau

Tras la cancelación del coupé Continental Mark II al final del año modelo 1957, Ford Motor Company buscó formas de mejorar la rentabilidad de su línea de modelo insignia. El nombre Continental se usó como la división de alto nivel de Ford, compartiendo estilos de carrocería con vehículos de la marca Lincoln. Para fines de marketing, el nuevo Mark III no se llamaba Lincoln, y llevaba el distintivo «Continental III» en el vehículo. Esto se hizo para posicionar vehículos de marca «Continental» contra los Cadillacs e Imperiales de primer nivel.

### Cuarta generación (1961-1969)

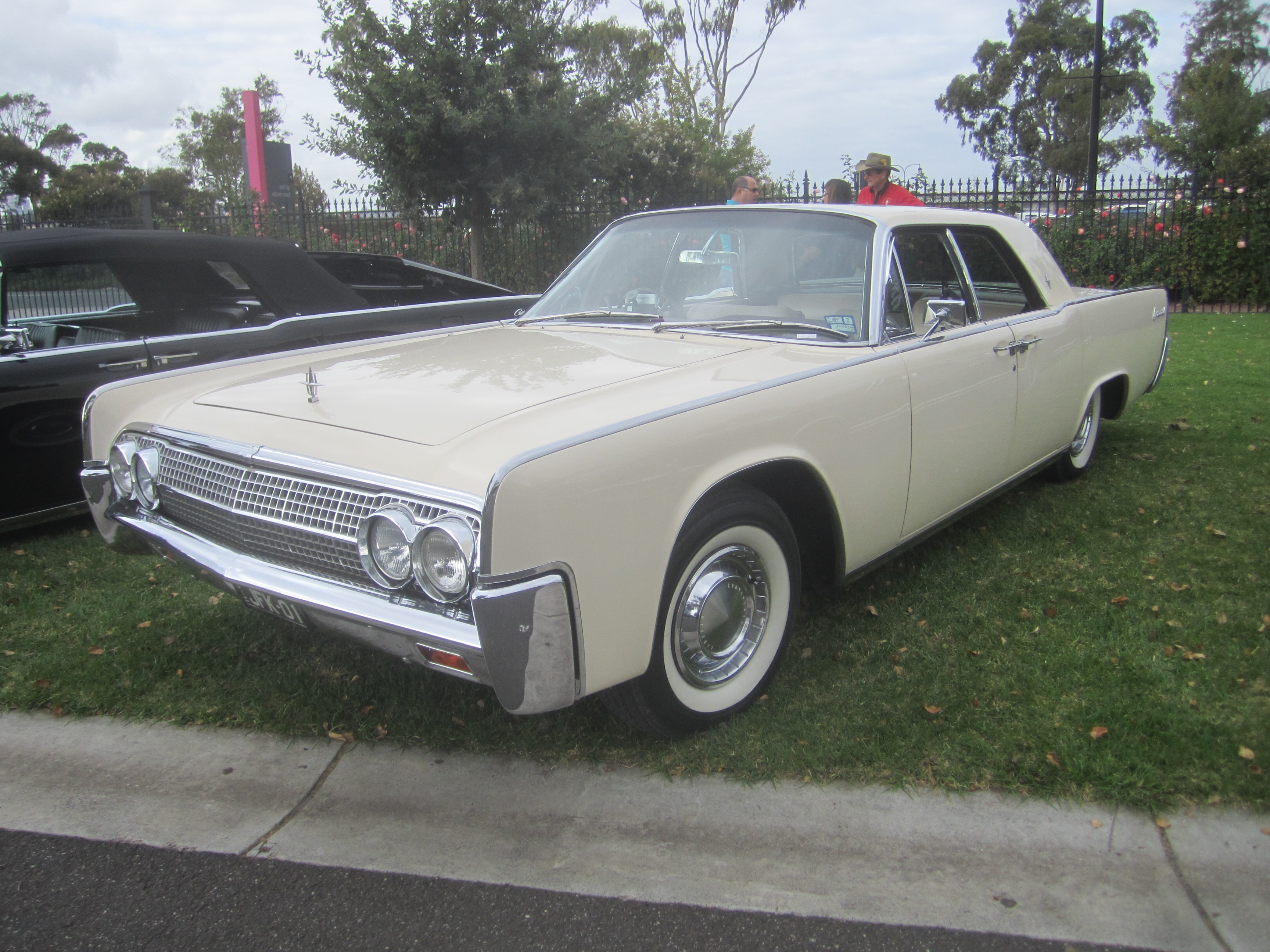
1962 Lincoln Continental

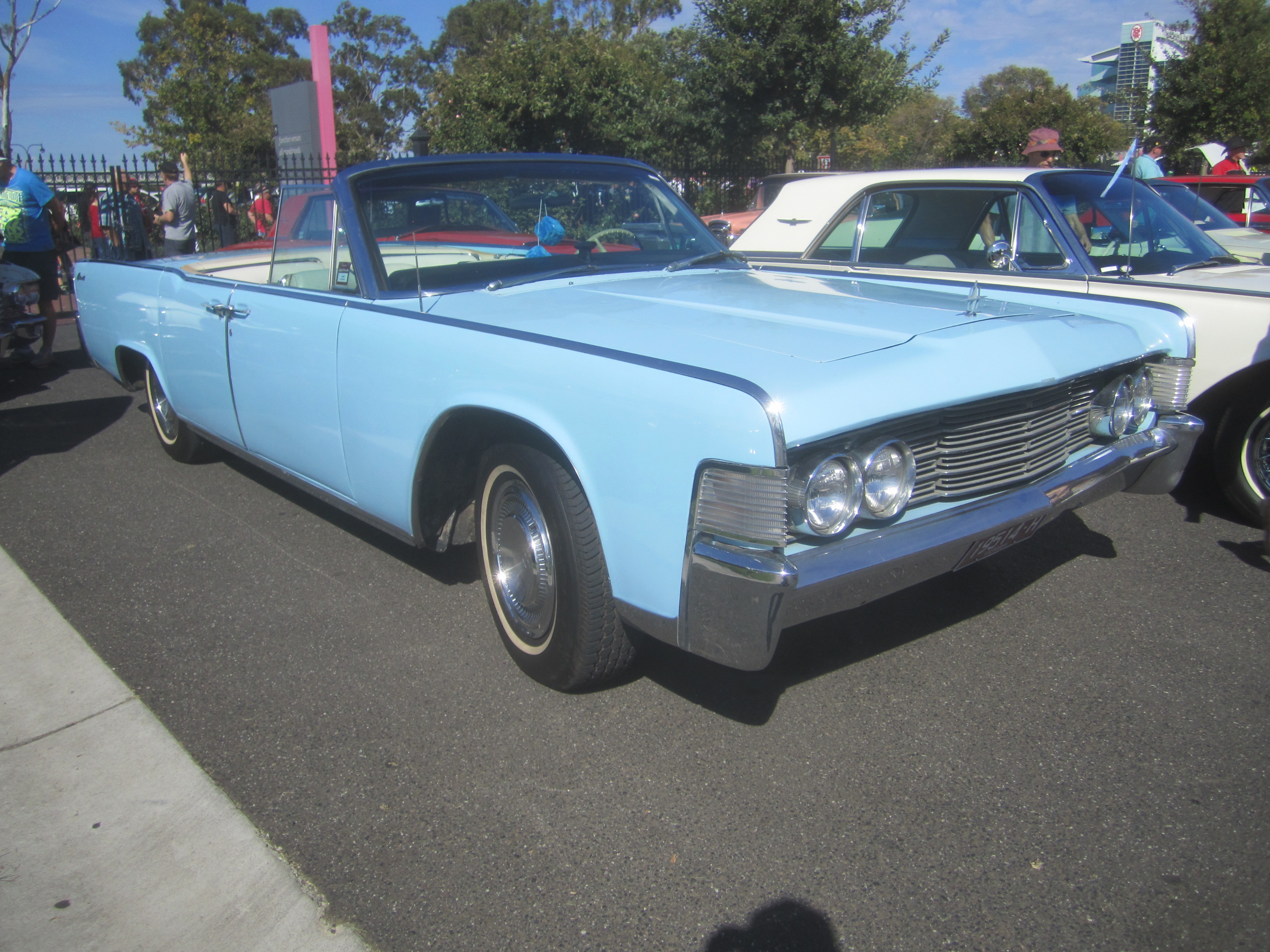
1965 Lincoln Continental cuatro puertas convertible

La cuarta generación del Lincoln Continental fue diseñada por el vicepresidente de diseño de Ford, Elwood Engel. A mediados de 1958, Lincoln tenía un conflicto con Cadillac, y su falta de rentabilidad ponía en riesgo el futuro de la división. En 1958, Engel desarrolló una propuesta para el Ford Thunderbird de 1961 con los empleados Howard Payne y John Orfe en 1958. Si bien la propuesta no fue seleccionada para el Thunderbird, el diseño interesó a los ejecutivos de Ford hasta el punto de desear el vehículo como un Lincoln de cuatro puertas.
En el momento de la aprobación, los planificadores de productos de Ford llegaron a dos conclusiones fundamentales para restaurar la rentabilidad de la División Lincoln. Primero, para inculcar la continuidad del diseño, Lincoln adoptaría un ciclo modelo distinto de Ford o Mercury, pasando de tres años a ocho o nueve.  En segundo lugar, la línea del modelo Lincoln de 1958 era demasiado grande para un sedán de longitud estándar; en consecuencia, el Lincoln de 1961 tendría que disminuir su huella exterior.
En 1961, el nuevo Continental sale a la venta modificado ligeramente por Robert McNamara. En esta generación la longitud del coche varió dos pies menos. Para esta época solo se vendieron en carrocerías sedán y convertible cuatro puertas.
En el año 1962, las ventas subieron un 20%, llegando a las 31.061 unidades vendidas.
En 1964, se mejoraron los asientos traseros para que hubiese más espacio para los ocupantes.
En el año 1965 se le colocaron frenos de disco para mejorar su frenada.
En 1966 se produjo una versión de 2 puertas (por primera vez en Lincoln desde 1960), y su motor se aumentó de 430 a 462 ci. Las luces delanteras se volvieron a integrar en el parachoques delantero, al igual que con las traseras.
Los precios del coche se bajaron para intentar a traer a los compradores de Cadillac, aumentando un 65% sus ventas del sedán, un 29% los cupés y un 6% para el convertible de 4 plazas.
En el año 1967, la única diferencia fue que en el guardabarros delantero no traía el logo de Lincoln.
En 1968 se introdujeron pequeños cambión en lugares como las luces delanteras y las traseras.

### Quinta generación (1970-1979)

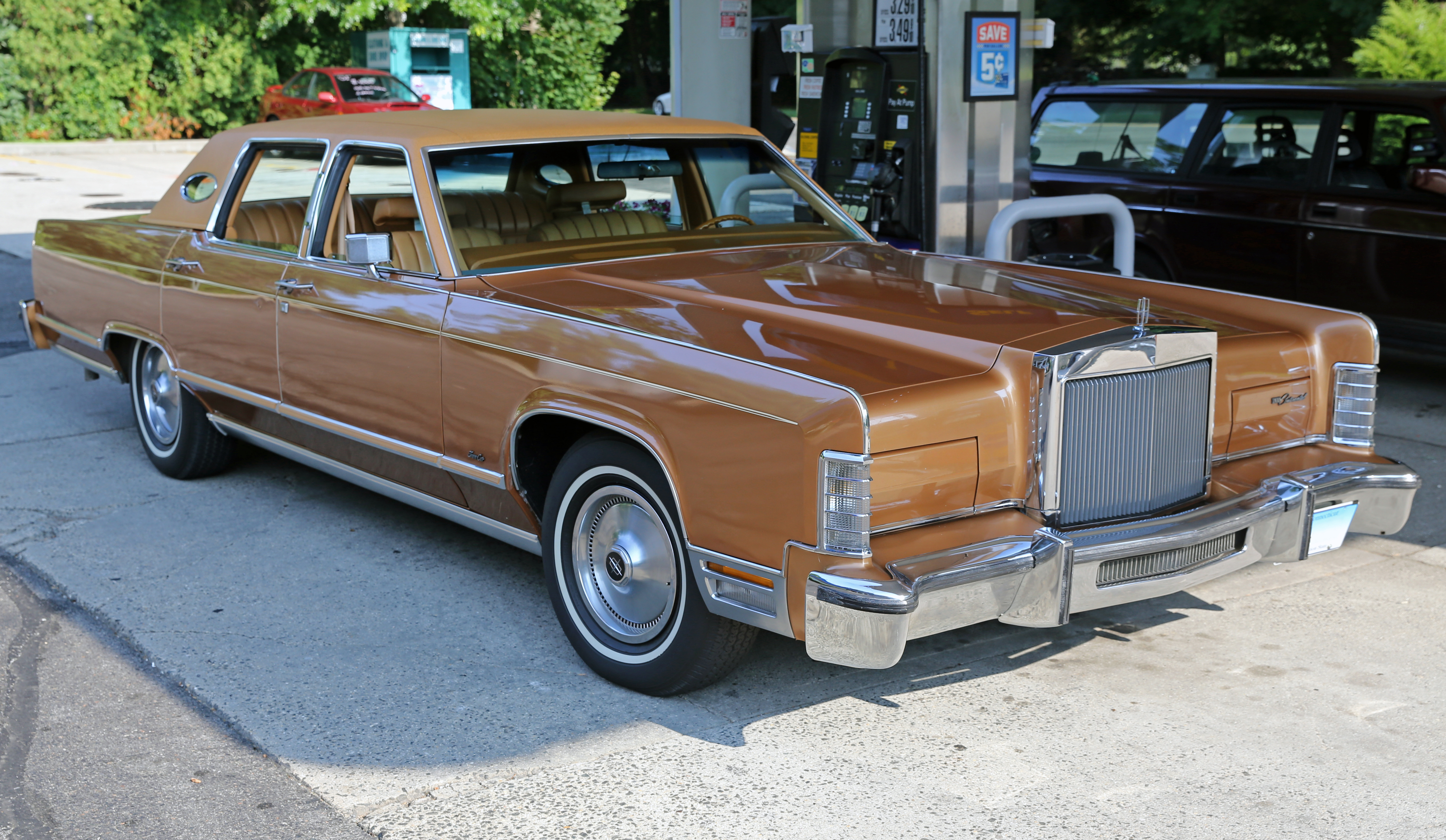
Quinta generación 1978

Lincoln revivió la serie Continental «Mark» en 1969 como sucesora. El Continental del año 1970 fue muy similar al del año anterior, pero con la modificación de que ya no había puertas suicidas.
El auto aparece en la película The Car con el Lincoln Continental Mark 3 de 1971.
En 1972 emprendió el título de coche más lujoso de la categoría con el Cadillac Eldorado.
Tras la reducción del tamaño de los coches por parte de General Motors, Lincoln se convirtió en una de las empresas con los coches más largos de todo el mercado.
En el 1979, se introdujo un paquete opcional que incluía techo corredizo y tapicería de cuero, aumentaba su precio hasta los  USD $22.000, un precio astronómico para aquella época.

### Sexta generación (1980-1982)

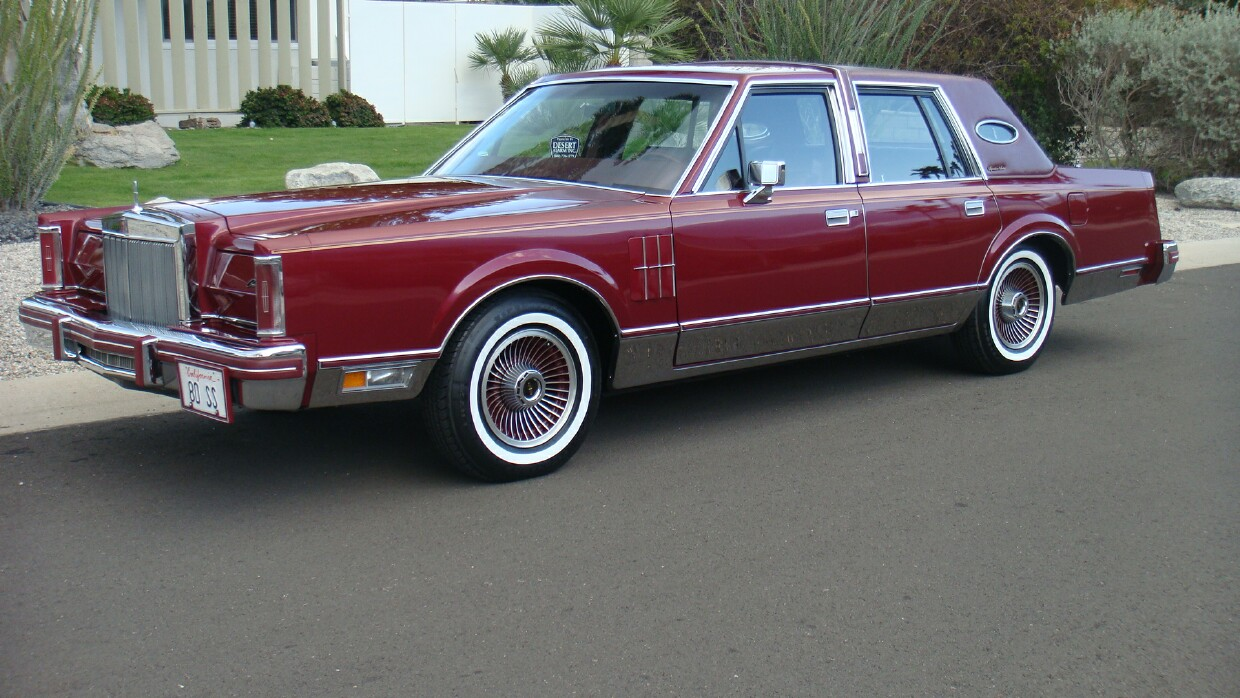
Lincoln Town Car

En una plataforma más pequeña, Continental, esta versión de Continental por sólo dos años. Para eliminar la saturación de la línea modelo Lincoln, el auto fue relanzado como el Lincoln Town Car para 1981, mientras que el nombre Continental se movería al segmento mediano como un modelo de principios de 1982.
En Venezuela la versión de dos puertas se comercializó bajo el nombre Guri Conquistador (o simplemente Conquistador) y se le conocía coloquialmente como "quinta rueda" a juzgar por el resalte semicircular que poseía en el centro del maletero.

### Séptima generación (1982-1987)

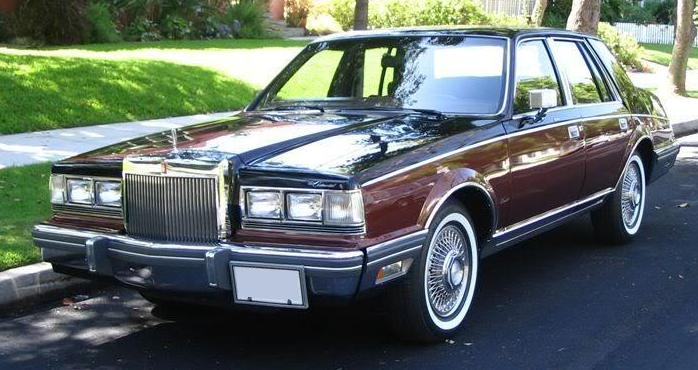
1982 Lincoln Continental (Edición Givenchy)

En esta época, el Continental se diseñó para competir contra el Cadillac Seville. El Continental de estas fechas introdujo novedades como los amortiguadores de gas.
Aunque cada uno nuevo para el año del modelo, Lincoln Continental y Continental Mark VI eran vehículos funcionalmente idénticos. Además de la tapa del maletero Continental y los faros ocultos del Mark VI, los dos vehículos ofrecían poca diferenciación.

### Octava generación (1988-1994)

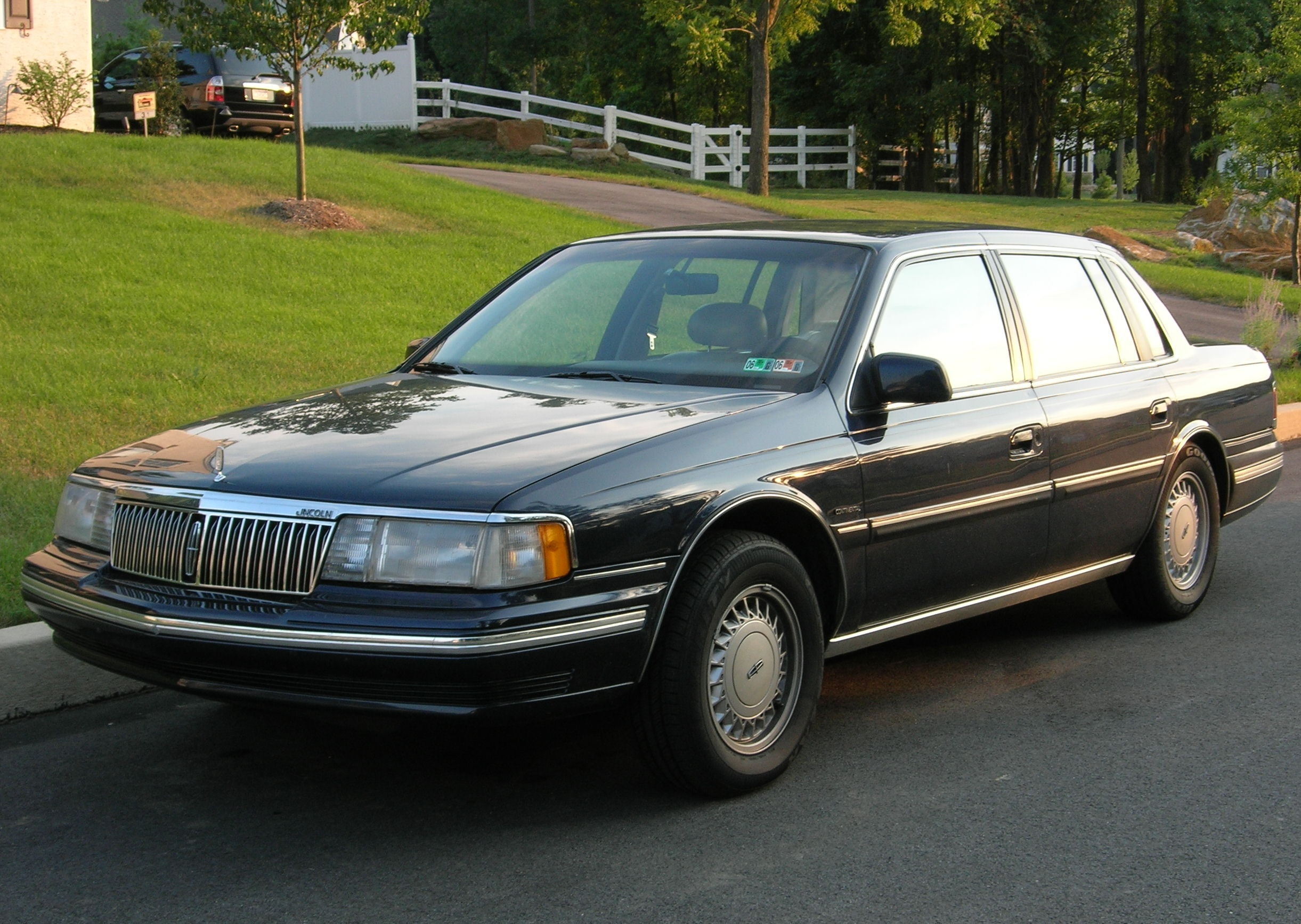
Lincoln Continental de 1991

En esta versión, caben 6 pasajeros en su interior, con reflejos de cromo.
El Continental de 1989 estuvo, según la revista "Car and Driver", entre los 10 mejores coches para ese mismo año.
En 1993, los diseñadores de Lincoln propusieron colocar asientos individuales y una consola central.

### Novena generación (1995-2002)

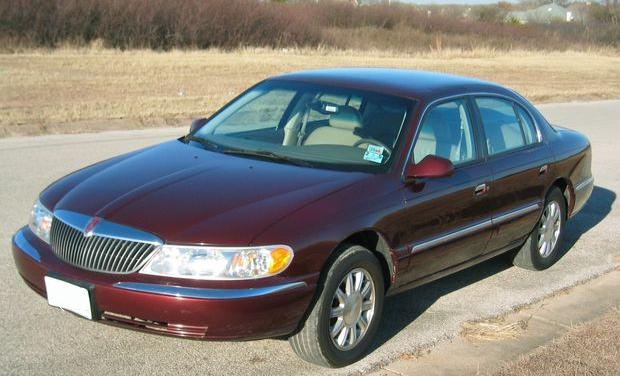
Novena generación del Continental

En el decenio de los años 90, el Lincoln Continental estaba constantemente con actualizaciones de líneas más redondeadas. Este coche también traía innovaciones tecnológicas para la época. En estas fechas, su potencia aumentó hasta los 275 caballos. En 1999 seguía teniendo capacidad para 6 pasajeros. En el año 2002 su producción fue cancelada, ante la enorme competencia de coches de lujo disponibles en el mercado.

### Décima generación (2017-2020)
Después de 15 años del cese de la última unidad del Continental, la casa Ford retomó la producción de este modelo, saliendo a la venta en otoño de 2016 estando un año antes en el Salón del Automóvil de Nueva York como concept car. Es asignado como el sucesor del Lincoln MKS e indirectamente del Lincoln Town Car que había cesado su fabricación en 2011. Esta nueva generación comparte la plataforma CD4 de Ford. Las bases de chasis las comparte con el equivalente americano al Mondeo, el Ford Fusion pero el Continental se basa en una distancia entre ejes 145 mm más larga; estando la tracción total con un sistema de distribución vectorial de par disponible como una opción.
Actualmente se ofrece en cuatro ediciones: Premier, Select, Reserve y Black Label. La versión más estándar, la Premier, incluye características como amortiguadores ajustables, llantas de aleación de 18 pulgadas, luces LED y luces traseras, cámara retrovisora delantera y trasera, espejo de conductor con atenuación automática, revestimiento exterior cromado, persianas de rejilla activas, iluminación ambiental interior, asientos delanteros regulables y con calefacción de 10 vías, climatizador automático de dos zonas, rejillas de ventilación traseras y ajustes con memoria del asiento del conductor.
Acerca del interior del modelo, cabe decir del gran espacio del que se dispone destacando el cuero de primera calidad y los asientos de masaje. Incluye el sistema de sonido Revel Ultima y la interfaz de tecnología Sync 3, siendo compatible con Android Auto y Apple CarPlay.
Acerca de lo que puede ofrecer el vehículo en materia de seguridad, destaca el control de crucero adaptado, un sistema de aviso previo a la colisión con detección de peatones, sistema de estacionamiento automatizado y frenado automático de emergencia. A todo lo anterior su suma los sistemas de advertencia de carril de salida, intervención de carril de salida, advertencia de colisión frontal, la mitigación de colisión con frenado automático con detección de peatones y un monitor de somnolencia del conductor. El Insurance Institute for Highway Safety (IIHS), incluyó al Continental en su lista de automóviles que han recibido la calificación más alta en temas de seguridad.
Si nos vamos a la edición más cara, la Black Label, se incluyen ruedas de 20 pulgadas, faros LED, techo de gamuza simulado, tapicería de cuero mejorada, volante con calefacción integrada, asientos traseros ajustables en el poder y un sistema de sonido Revel Ultima de 19 parlantes con un reproductor de CD y radio HD.
Ofrece tres modos de conducción, Confort, Normal y Sport; y tres tonalidades posibles para el interior, Rhapsody, Chalet y Thoroughbred. El sistema de entretenimiento se compone de una pantalla táctil de 8 pulgadas con el sistema de información y entretenimiento Sync 3, Bluetooth y un sistema de audio de 10 bocinas con dos puertos USB y radio por satélite.
Por último, el Continental destaca en carretera por ser un automóvil bastante silencioso. El precio va desde 47.955 hasta los 69.600 dólares estadounidenses, a un precio más accesible e igual o mejor calidad que sus rivales germanos, el BMW Serie 7 o el Mercedes-Benz Clase S.
Con base en las motorizaciones, se ofrecen tres versiones:
- V6 de 3.7 litros desarrollando 305 CV de potencia, 280 libras-pies, emparejado a una transmisión automática de seis velocidades (disponible para la versión Premier).
- V6 doble turbo de 2.7 litros desarrollando 335 CV de potencia y 380 libras-pies (disponible para la versión Select).
- V6 doble turbo de 3.0 litros desarrollando 400 CV de potencia, y 400 libras-pie. También se ofrece con este neumáticos de rendimiento de verano (disponible esta versión en las versiones Select y Black Label).
- V8 de 5.0 litros desarrollando 420 CV de potencia y 400 libras-pies (gasolina) (2018-2020) (México, solo flota)

Junto con el Ford Mustang, el Continental es manufacturado en Flat Rock, Míchigan.

## Automóviles conceptuales

### 2002 (Salón del Automóvil de Los Ángeles)

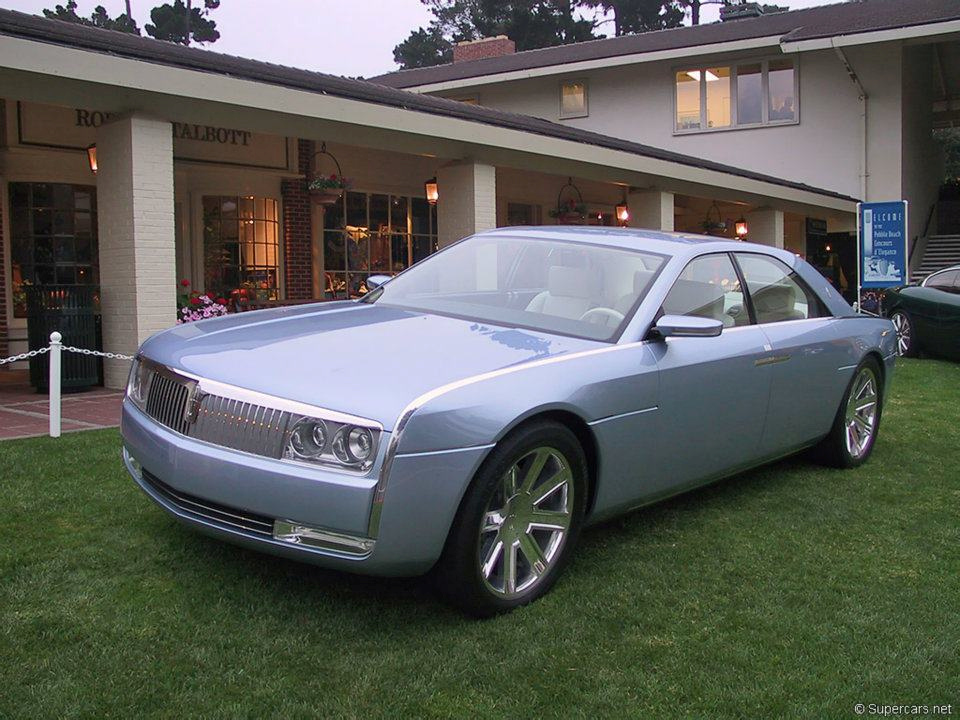
Prototipo del Continental presentado en 2002 en el Salón del Automóvil de Los Ángeles

El concepto retro-futurista de Lincoln Continental  fue creado en 2002 por Lincoln para el Salón del Automóvil de Los Ángeles, con el resultado final disfrutando de una entusiasta recepción en ese momento, tanto por parte de la prensa como del público.
El Concepto está propulsado por un motor V12 de 5.9 L que produce 414 hp a 5270 rpm, cortesía del Aston Martin DB7, acoplados a una transmisión automática de seis velocidades. El prototipo de Lincoln Continental combinó las claves de estilo de los años 60 Continental con un diseño moderno. Las puertas de apertura central se abren a 90 grados, un guiño a los primeros automóviles de cuarta generación, y el acceso a la cabina también se ve facilitado por el diseño sin columnas. Una amplia parrilla flanqueada por cuatro faros circulares adorna el morro.
El auto nunca fue más allá de la etapa conceptual. ¿Fue Ford correcto no construirlo?

### 2015 (Salón del Automóvil de Nueva York)

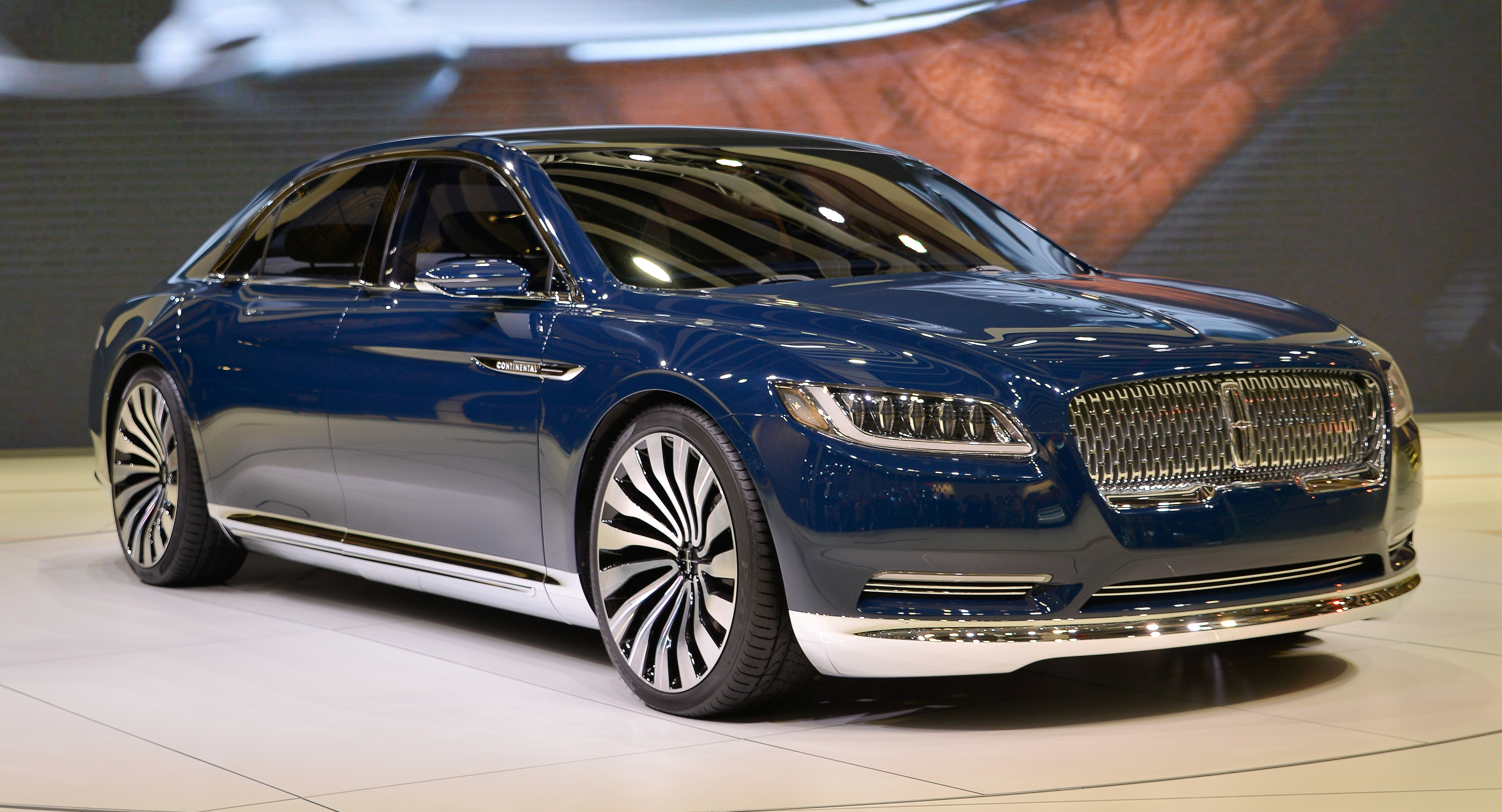
Concept Car del Continental presentado en 2015 en el Salón del Automóvil de Shanghái

Presentado en el Salón Internacional del Automóvil de Nueva York 2015, el prototipo Lincoln Continental fue diseñado como el próximo sedán insignia de Lincoln. Los informes de diciembre de 2014 y marzo de 2015 indicaron que Lincoln tenía la intención de mostrar la vista previa del reemplazo del Lincoln MKS de la generación actual. El concepto terminó siendo la base para la producción 2017 Continental que salió a la venta en el otoño de 2016.